# Olle Kapoen
Olle Kapoen is een Nederlandse stripreeks, getekend door Phiny Dick, die van 2 november 1946 tot 30 oktober 1954 in het Algemeen Handelsblad verscheen.

## Verhalen
Van Olle Kapoen zijn twee reeksen verschenen: een reeks krantenverhalen in de vorm van zwart-witte ondertekststrips, en een reeks gekleurde verhalen die in de Donald Duck verschenen zijn.

### Voorlopers
Twee kinderboeken van Phiny Dick kunnen worden gezien als voorlopers van de verhalenreeks van Olle Kapoen, omdat daarin grotendeels dezelfde hoofdrolspelers voorkomen:
1. Van Pom, Verk en Fop
2. Pom van de Pomheuvel

### Eerste reeks: krantenverhalen
- Van 22 oktober 1945 t/m 24 december 1945 verschenen enkele verhalen in het Amsterdams Dagblad.

1. Olle Kapoen en de marsmannetjes
2. Olle Kapoen op avontuur
3. De hoed van Puk Toffel

- Van 2 november 1946 t/m 30 oktober 1954 verscheen een groot aantal verhalen in het Algemeen Handelsblad. Deze verhalen werden (deels?) ook in het Brusselse weekblad De Zweep gepubliceerd. De eerste aflevering van het verhaal Olle Kapoen op avontuur verscheen daar op 23 november 1947.

1. Olle Kapoen en het betoverde bos
2. Olle Kapoen en de gestolen kroon
3. Olle Kapoen en de sleutel van de Bibelebontse Berg
4. Olle Kapoen en het geheim der gouden appels
5. Olle Kapoen en het lelijke monstertje
6. Olle Kapoen en Prins Poespas
7. Olle Kapoen en de Kokanje-diamant
8. Olle Kapoen en de betoverde spiegel
9. Olle Kapoen in het land der professoren
10. Olle Kapoen en het geheim der zwarte hand
11. Olle Kapoen en de wraak der kobolden
12. Olle Kapoen en het betoverde slot
13. Olle Kapoen en het vreemde huis (van W. van Wezel)
14. Olle Kapoen en de geest in de ton
15. Olle Kapoen en de wonderpluizen
16. Olle Kapoen en de overstroming
17. Olle Kapoen en het geheimzinnige recept
18. Olle Kapoen en de nieuwe bosbewoner
19. Olle Kapoen en de tovermuilen
20. Olle Kapoen en de Toffel-schat
21. Olle Kapoen en de wonder-dokter
22. Olle Kapoen en de grijpdabbels
23. Olle Kapoen en de hofnar van koning Knijster
24. Olle Kapoen in het land der Killerikken
25. Olle Kapoen en de trek naar het zuiden
26. Olle Kapoen en Iene Mine Mutten
27. Olle Kapoen en Knasters wraak
28. Olle Kapoen en de gouden adder
29. Olle Kapoen en de wonderspiegels
30. Olle Kapoen en Prins Poffert
31. Olle Kapoen en Spring in 't Veld
32. Olle Kapoen en Schuimpje het zeemeerminnetje
33. Olle Kapoen en Haas Beunhaas
34. Olle Kapoen en de Gouden Bergen
35. Olle Kapoen en de vogel Vleer
36. Olle Kapoen en het winter-wonder
37. Olle Kapoen en de torenklokken
38. Olle Kapoen en Pier Magogel
39. Olle Kapoen en het karretje op de Zandweg
40. Olle Kapoen en het geheim van de onderaardse gang
41. Olle Kapoen en de maansteen
42. Olle Kapoen en de boomkobold
43. Olle Kapoen en de Slijkertjes
44. Olle Kapoen en de regenmaker
45. Olle Kapoen en het luchtkasteel
46. Olle Kapoen en de tovenaar Wiewatwaar
47. Olle Kapoen en de Meerschuimers
48. Olle Kapoen en het verloren geheugen
49. Olle Kapoen en Piephaas
50. Olle Kapoen en het pimpelpaarse boekje
51. Olle Kapoen en Prins Dreinkop
52. Olle Kapoen en de Waaiwoppers
53. Olle Kapoen en de wraak van Sloomslurp
54. Olle Kapoen en de betoverde vijvers
55. Olle Kapoen en de ginnegapper
56. Olle Kapoen en het hart van goud
57. Olle Kapoen en de pot met goud
58. Olle Kapoen en de Rotsrekels
59. Olle Kapoen en de praatprenten
60. Olle Kapoen en de fladderschrik
61. Olle Kapoen en de bepluimde steek
62. Olle Kapoen en Sloomslijper de sliep
63. Olle Kapoen en de Koereloerie-drank
64. Olle Kapoen en de splijtsteen van Pijp en Steel
65. Olle Kapoen en de vliegezweef
66. Olle Kapoen en het Ding-Dong-doosje
67. Olle Kapoen en het Wemelsdorper Diep
68. Olle Kapoen en de vleemdelingen
69. Olle Kapoen en Koning Zwiep de Eerste
70. Olle Kapoen en de Gebroeders Grom
71. Olle Kapoen en de sprokkel-schat
72. Olle Kapoen en de sneeuw-schuiver
73. Olle Kapoen en de fladderlap
74. Olle Kapoen en de gichelgeest
75. Olle Kapoen en de rommelridder
76. Olle Kapoen en de koude kermis
77. Olle Kapoen en de brilbruid
78. Olle Kapoen en Rolf Rollebol
79. Olle Kapoen en de dolende dokter

### Tweede reeks: gekleurde verhalen
Er zijn vier verhalen in het weekblad Donald Duck verschenen en twee in aparte stripalbums met de titel Tom Poes en andere verhalen (zie hieronder bij #Boekuitgaven). Die verhalen zijn hieronder op volgorde van verschijnen tussengevoegd.
1. Olle Kapoen en Prins Poespas (5840-5904; aankondiging in 5839)
2. Olle Kapoen en De Kokanje Diamant (5905-5916)
3. Olle Kapoen en de gestolen kroon (1959; in album Tom Poes deel 1)
4. Olle Kapoen en Het gevaarlijke eiland (5917-5925)
5. Olle Kapoen en De Plagiaan (5926-5939)
6. Olle Kapoen en de wierman (1960; in album Tom Poes deel 2)

## Boekuitgaven
De vrijwel complete reeks is verschenen bij uitgeverij Boumaar (1999-2006), in veertien delen (waarvan twaalf banden met de krantenverhalen en twee delen met ballontekstverhalen). De voorlopers, de verhalen uit het Amsterdams Dagblad en de twee verhalen uit de Tom Poes-albums zijn niet in de Boumaaruitgave verschenen. In 2022 zijn de verhalen uit het Amsterdams Dagblad als aanvulling verschenen bij uitgeverij Dick Dubbelslag.
Naast de genoemde uitgave met aanvulling bestaan de volgende boeken met verhalen van Olle Kapoen:
- Diverse drukken van de boeken Van Pom, Verk en Fop en Pom van de Pomheuvel. Rond 1980 zijn de verhalen samen met een ander verhaal van Phiny Dick ook nog uitgebracht in een omnibus.
- Twee boeken uitgegeven door het Algemeen Handelsblad:

1. Het betoverde bos & De gestolen kroon
2. De sleutel van de Bibelebontse berg & Het geheim der gouden appels

- Twee boeken Tom Poes en andere verhalen, met daarin resp. (uit de tweede reeks):

1. Olle Kapoen en de gestolen kroon
2. Olle Kapoen en de wierman

- Twee boeken van uitgeverij Wolters:

1. Olle Kapoen op avontuur
2. Olle Kapoen en de gestolen kroon

- Een boek uit de reeks Toonder-serie van uitgeverij Andries Blitz:

1. Olle, Birre en Holle

- Drie boeken van uitgeverij Wolters-Noordhoff. Er was een vierde deel gepland (De betoverde spiegel/De geest in de ton), maar dat deel is nooit verschenen.

1. Olle Kapoen en de sleutel van de Bibelebontse berg
2. Olle Kapoen en Prins Poespas
3. Schuimpje, het zeemeerminnetje & De gouden bergen